# アントニオ・マスカレニャス・モンテイロ
アントニオ・マヌエル・マスカレニャス・ゴメス・モンテイロ（ポルトガル語: António Manuel Mascarenhas Gomes Monteiro、1944年2月16日 - 2016年9月16日）は、カーボベルデの政治家。1991年にカーボベルデ共和国第2代大統領に就任し、同国初の政権交代を実現。2001年まで同職を務めた。

## 経歴
カーボベルデ最大の島であるサンティアゴ島のサンタ・カタリナ出身。ベルギーのルーヴェン・カトリック大学に留学し、修士号（法学）を取得。1977年にカーボベルデに帰国するまで、ルーヴェンにある公法センターで働いた。
帰国後、1977年に国民議会書記長に就任し、1980年から1990年までは最高裁判事を務めた。

## 第2代大統領
カーボベルデではカーボベルデ独立アフリカ党 (PAICV) による一党制支配が独立以来続いていたが、一党制への不満を受け、PAICVは1990年2月に複数政党制の導入を決定した。その1ヶ月後、初の野党として民主運動 (MpD) が結成され、モンテイロもこれに参加した。
1991年1月13日に行われた国民議会選挙でMpDが過半数を制したのに続き、同年2月17日の大統領選挙でMpDはモンテイロを候補者に擁立。PAICVの候補で、独立以来大統領職にあるアリスティデス・ペレイラとの一騎討ちとなった。この大統領選挙でモンテイロは7割以上の得票で当選を決め、カーボベルデ史上初の政権交代を実現させた。
1996年2月18日の大統領選挙は野党が候補者を立てず、モンテイロへの信任投票となり、モンテイロは約8割の信任票を獲得して再選された。
憲法規定により再選は1回のみと定められているため、2001年2月の大統領選挙にはモンテイロは出馬できず、MpDからはモンテイロ政権下で首相を務めたカルロス・ヴェイガが出馬。しかし大接戦の末、PAICV候補のペドロ・ピレスに敗れた。同年3月22日を以ってモンテイロの任期は満了し、MpDは再び下野した。

## 東ティモール論争
2006年9月19日、東ティモールにおける国連事務総長特別代表が日本の長谷川祐弘からモンテイロに交代すると発表された。しかしこの決定は、モンテイロの英語力の低さを理由に東ティモール国内で批判を巻き起こした。9月25日、モンテイロは特別代表就任の意図はないことを表明し、この人事は結果的に白紙撤回された。

## 参考サイト・注釈
1. ↑  GLF Biography António Mascarenhas Monteiro Global Leadership Foundation、2009年11月10日閲覧。
2. ↑  1980年まではギニア・カーボベルデ独立アフリカ党（PAIGC）のカーボベルデ支部。
3. ↑  Elections in Cape Verde African Elections Database（英語）。2009年11月10日閲覧。
4. ↑  East Timor shock as new UN chief changes his mind シドニー・モーニング・ヘラルド、2006年9月29日。2009年11月10日閲覧。

| 公職                          | 公職                                          | 公職                |
| ----------------------------- | --------------------------------------------- | ------------------- |
| 先代 アリスティデス・ペレイラ | / カーボベルデ共和国大統領 第2代：1991 - 2001 | 次代 ペドロ・ピレス |